# Melhania forbesii
Melhania forbesii är en malvaväxtart som beskrevs av Jules Émile Planchon och Maxwell Tylden Masters. Melhania forbesii ingår i släktet Melhania och familjen malvaväxter. Inga underarter finns listade i Catalogue of Life.